# ビューティフル・ナイト
「ビューティフル・ナイト」（原題：Beautiful Night）は、1997年にポール・マッカートニーが発表した楽曲、および同曲を収録したシングル。

## 概要
この曲は1986年には既に書かれていたとされ、フィル・ラモーンのプロデュースで録音されている。ただし、曲の終盤のリフレイン部分は、1997年になってから付け足されたものである。オーケストレーションも1997年になってから付け足されたもので、ジョージ・マーティンによる編曲である。
ドラムス、そして一部のボーカルを元ビートルズのリンゴ・スターが担当している。また、PVにも参加している。曲の終わりでは、おどけてドアマンの真似をする彼の声を聴く事が出来る。ポールは「それこそがビートル的だ！僕らはよく意味のない言葉を挿入させていた。さすがリンゴだよ」と発言している。イギリスではカセットシングルも発売された。内容は7インチシングルと同様である。

## 演奏
- ポール・マッカートニー：ボーカル、バッキング・ボーカル、アコースティック・ギター、エレクトリック・ギター、ベースギター、ピアノ、ウーリッツァー、ハモンドオルガン、パーカッション

- リンダ・マッカートニー：バッキング・ボーカル

- ジェフ・リン：バッキング・ボーカル、アコースティック・ギター、エレクトリック・ギター

- リンゴ・スター：バッキング・ボーカル、ボーカル、ドラムス、パーカッション

- ジョージ・マーティン：オーケストラ・アレンジ

- スーザン・ミラノ：フルート

## プロモーション・ビデオ
プロモーション・ビデオではリンゴ・スターの他に、イギリスのバンドであるSqudと共演している。また、このビデオは裸の女性が登場するということで「Hey Nude」と揶揄された。後にそのシーンをカットしたバージョンと、本曲の録音風景を編集したバージョンが製作された。監督はセックス・ピストルズや「ビギナーズ」を手掛けたジュリアン・テンプルである。「ポール・マッカートニーアンソロジー」にはヌードバージョンが収録され今のポールが見ながらコメントしている。
　　　　　　　　　